# جشنواره ایندیگو الی
جشنواره ایندیگو اَلی (اسپانیایی: IndieGo Alley Festival‎) نام یک جشنوارهٔ غیرانتفاعی موسیقی و فیلم است که از سال ۲۰۱۲ در آستوریاس برگزار می‌شود.